# Corneliu Moldovanu
Corneliu Moldovanu (pseudonim al lui Corneliu Vasiliu, n. 15 august 1883, Bârlad – d. 2 septembrie 1952, București) a fost un poet, romancier, critic de teatru, gazetar, fondator de reviste literare, director al Teatrului Național din București și Director General al Teatrelor, membru fondator și președinte al Societății Scriitorilor Români.
A avut o activitate culturală diversă, a fost un luptător pentru drepturile scriitorilor români, slab conturate la acea vreme și a contribuit la dezvoltarea culturii în România.

## Biografie

### Primii ani
Fiu al soților Ruxandra (născută Rășcanu) și Dumitrache Vasiliu. Descendent, prin mama sa, din ramura răzășească a neamului Rășcanilor care coborâse în secolul XIV din Maramureș, statornicindu-se în ținuturile Vasluiului. Bunicul și doi frați ai mamei sale au fost scriitori. Unchiul său, Petre Rășcanu, a fost profesor de istorie antică și arheologie la Facultatea de Litere din Iași.

### Studii
Face școala primară la Bârlad, apoi intră la Liceul Internat din Iași (îl are profesor de limba română pe Gabaret Ibrăileanu) și studii la Facultatea de Litere si Filosofie a Universității din București (1902, avându-i profesori pe Titu Maiorescu, Ion Bianu, C. Rădulescu-Motru, Dumitru Evolceanu și Mihail Dragomirescu).
Devine, pe rând: funcționar la Creditul Agricol (1901-1902), corector, reporter, pedagog la liceul particular “Lyautey” (1902-1903), secretar al Conservatorului de Muzică și Artă Dramatică (1904-1911) și profesor de literatură dramatică tot aici (1911-1917) susținând conferințe de istorie a literaturii dramatice și a costumelor.

## Scrieri

### Publicistică literară
Din 1901 activează în presă: corector la “Cronica”, colaborează la diferite periodice, printre care “Paloda” din Bârlad (unde a debutat, în prima clasă de liceu), “Paloda literară” (este unul dintre membrii fondatori), “Făt-Frumos” (face parte din grupul celor cinci poeți, la Bârlad, revista condusă de Emil Gârleanu), “Revista mondenă”, “Epoca literară”, “Floare-albastră”, “Pagini alese”, ‘Literatura și arta română”, “Revista idealistă”, “Semănătorul”, “Convorbiri literare”, “Convorbiri critice”, “Falanga”, “Țara nouă”, “Flacăra”, “Ilustrațiunea națională”, “Tribuna”, “Românul”, “Luceafărul”, “Cosânzeana”, “Naționalul”, “Epoca”, “România”, “România nouă”, ”Mișcarea”, este critic dramatic la ziarele “Universul” și “Viitorul”.

### Poezie
Publică primele poezii în revista “Făt-Frumos”, la Bârlad, adunate mai apoi în primul său volum, “Flăcări”, tipărit în 1907. Ca student și tânăr scriitor colaborează cu: “Românul” (din Arad), “Tribuna”, “Luceafărul” și “Cosânzeana”, participă la șezători literare culturale din Ardeal și Bucovina.
În anul 1908 apare poemul biblic în versuri “Cântarea Cântarilor”.
În anii următori apar alte volume de versuri și nuvele și o comedie în versuri, “Fluturii”, jucată în 1914 la Teatrul Național (distinsă cu un premiu).

### Cronici dramatice
În 1920 este publicat volumul “Autori și actori” în care sunt adunate cronicile dramatice, completate cu câteva studii și opinii privitoare la teatru.

### Presă
În 1914, la izbucnirea  primului război mondial, intră în presă, angajându-și condeiul în sprijinul aliaților în care își punea speranța izbândirii cauzei naționale a românilor, publicând articole în “Epoca”, “Acțiunea” și “Naționalul”.
Se refugiază la Iași, împreună cu Mihail Sadoveanu, Octavian Goga și alți scriitori, întemeiază ziarul România, în care continuă să sprijine cauza aliaților; înfierează imperialismul german și duce o campanie neobosită pentru exproprierea moșiilor și acordarea votului obștesc.
Apar volumele “Majestatea morții” și “Sărbătoarea pâinii”, în care sunt cuprinse multe dintre articolele din perioada refugiului la Iași. În 1918, după eliberarea țării, revine la București și își continuă activitatea ziaristică la “Viitorul” și “România nouă”, apărând cauza României la Conferința păcii, iar ca redactor de politică internă atacând politicianismul și corupția clientelei partidelor politice.
În 1918, după eliberarea țării, revine la București și își continuă activitatea ziaristică la “Viitorul” și “România nouă”, apărând cauza României la Conferința păcii, iar ca redactor de politică internă atacând politicianismul și corupția clientelei partidelor politice.

## Regizor și scenarist
În 1912 a participat la scenariul filmului “Războiul pentru independență”, alături de Petre Liciu, Constantin Nottara, Aristide Demetriade, în regia lui Grigore Brezeanu.
A scris scenariul filmului „Cetatea Neamțului”, (1914). Pentru acest film a apelat la trupa Teatrului Național din Craiova, condusă de Emil Gârleanu. Scenariul a fost inspirat de nuvela lui Constantin Negruzzi și de piesa lui Vasile Alecsandri. 
Intrigă: Cetatea Neamțului este apărată de o mână de plăieși împotriva întregii armate a lui Sobieski, regele Poloniei. 
Corneliu Moldovanu a afirmat în Revista "Cinema" din octombrie 1925 că "filmul a fost turnat în condiții lamentabile și rezultatul a fost un zero “.
În 1913 scrie scenariul și regizează “Oțelul Răzbună”.

## Traducător
A tradus următoarele opere:
- Guy de Maupassant, Mica Roc, cu ilustrații de Francisc Sirato, București, 1912;
- Corneille, Poliect, București, 1916 (în colaborare cu D. Nanu).

## Opera completă[1]
- Flăcări, București, 1907;

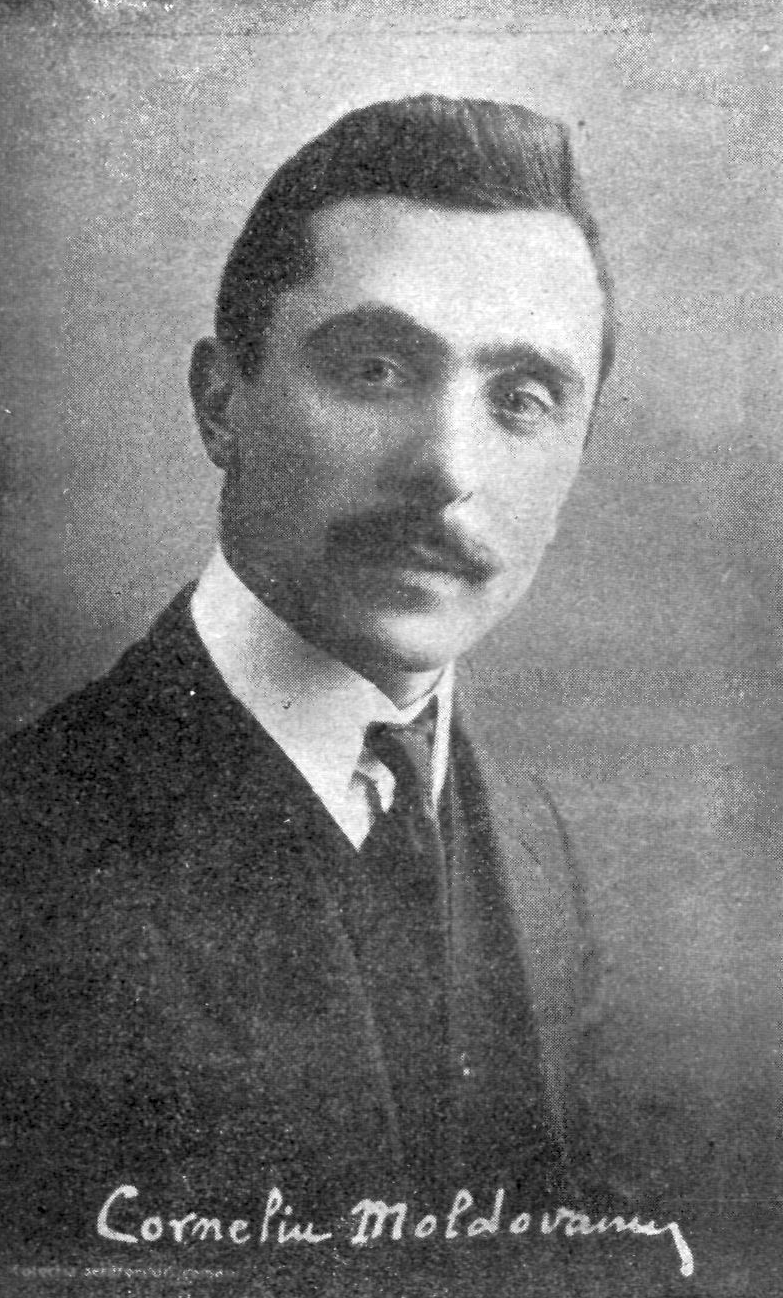
Corneliu Moldovanu

- Cântarea Cântărilor, București, 1908;
- Poezii, București, 1908;
- Cetatea Soarelui și alte poeme, București, 1910;
- O privire asupra evoluției artei dramatice, București, 1912;
- Venus și Gioconda, București, 1912;
- Fluturii, București, 1914;
- Neguțătorul de arome, București, 1916;
- Pe-aicea nu se trece (în colaborare cu Mircea Dem. Rădulescu), Iași, 1917;
- Majestatea morții, București, 1918;
- Sărbătoarea minei, București, 1919;
- Autori și actori, București, 1920;
- Povestiri, București, 1921;
- Povestea vistierului Statori, București, 1921;
- Căderea Rinului, București, 1922;
- Purgatoriul, I-II,  București, 1922; ediție îngrijită de Julieta Moldovanu, prefață de Dumitru Micu, București, 1983;
- Poezii, București, 1924;
- Poezii, ediție îngrijită și prefață de Al. Săndulescu, București, 1966.

## Contribuția culturală

### Societatea Scriitorilor Români
Corneliu Moldovanu este membru fondator al Societății Scriitorilor Români, încă de la începutul ei, din 2 septembrie 1909, alături de nume precum Emil Gârleanu, N Dunăreanu, Șt. O. Iosif, Ion Minulescu, Mihail Sadoveanu, Garabet Ibrăileanu, Eugen Lovinescu. 
Timp de patru decenii, de la înființare până la preschimbarea ei în Uniunea Scriitorilor, a fost permanent în Comitet, ca: membru, secretar, vice-președinte, etc. A fost președintele Societății Scriitorilor Români între 1921-1923 și 1932-1936, iar până în 1944 a făcut parte aproape permanent din comitetul de conducere.
"Societatea Scriitorilor Români este o societate pur culturală, din care fac parte scriitori din toate țările locuite de români. În activitatea lor, membrii ei s-au gândit să închege pretutindeni, oriunde sunt români, o legătură între ei și cărturarii neamului; de aceea au pornit printre frații lor, să le dea încă o dată îndemn pentru păstrarea limbii și a cărții noastre românești, căci cartea este lumina ce va risipi întunericul din juru-ne, iar limba română este maica noastră; dacă am pierde-o rămânem orfani și ne-ar călca în picioare neamurile străine" (Mihail Sadoveanu, cuvântare ținută la șezătoarea de la Câmpulung, 1909).

#### Realizări
În calitate de președinte, înființează premiile literare (1921), ajutoare, subvenții și pensii, organizează șezători în țară. Este primul președinte sub mandatul căruia, în anul 1922, s-au acordat pensii scriitorilor sau urmașilor lor: “Pentru întâiași dată am realizat dezideratul initial al statutelor și unul din principiile care au dus la întemeierea Societății – am acordat pensii văduvelor și orfanilor scriitorilor dispăruți”.
În urma insistențelor lui Corneliu Moldovanu, SSR este înzestrată cu un teren valoros pe fostul Bulevard Carol, colț cu strada Caimata.

#### Contribuții
În calitate de președinte al SSR, a oferit ajutoare pentru văduvele și orfanii scriitorilor, a oferit protecție scriitorilor tineri, recomandându-i la edituri, a oferit concedii de vară în stațiuni climaterice.
În anul 1938, împreună cu Ionel Teodoreanu, întocmește proiectul Casei de Retragere și Pensiuni a Scriitorilor, proiect devenit lege la 6 mai 1939.

#### Activitați peste hotare în cadrul SSR
Reprezintă secția PEN-ului (uniune internațională care grupa scriitori din toată lumea în scopul promovării schimburilor culturale și al circulației internaționale a operelor literare) pentru România în 1932 și 1933 la Budapesta și la Raguza, împreuna cu Ion Pillat, Liviu Rebreanu, Victor Eftimiu si Ion Sân-Giorgiu.
Tot în 1932 Corneliu Moldovanu este invitat la constituirea Asociației Prietenii Cugetării și Artei Franceze, la Paris.

### Teatrul Național
Corneliu Moldovanu a fost Director al Teatrului Național din București și Director General al Teatrelor între anii 1924-1926, 1927-1928.

#### Contribuții
Contribuții ca Director al Teatrului Național din București și Director General al Teatrelor:
- introduce în repertoriul teatrului, pe lângă Shakespeare și Moliere, Ibsen sau Bernard Shaw și unii scriitorii de avantgardă ca Evreinoff și Zimmer (“Comedia Fericirii” și “Bava Africanul”) sau “Faust” de Goethe, jucat pentru prima oară în România.
- duce o campanie de propagandă culturală prin teatru la sate, încununată cu un surprinzător succes.
- ridică nivelul artistic și cultural prin înlesnirea contactului cu scenele din străinatate.

organizează turnee teatrale în toată țara.
- încearcă, în primul directorat, să îndrepte o serie de nedreptăți precum: minimum de salariu, plata orelor suplimentare proporțional cu înmulțirea lor, asistență medicală și medicamente gratuite, participare la excedente, gratificații, ajutoare pentru nașteri, căsătorie și deces etc.

În aprilie 1944, pentru a treia oară, pentru o perioadă scurtă de timp, acceptă să conducă Teatrul Național, în timpul bombardamentelor aeriene și pe perioada convalescenței lui Liviu Rebreanu, izbutind să evacueze în câteva zile averea Teatrului Național, salvând costumele, perucile, recuzita, covoarele, mobilierul, tapițeria, biblioteca, muzeul și arhiva, fie la Curtea de Argeș fie la Sinaia, fie în alte locuri mai sigure. În cateva luni clădirea Teatrului Național este mistuită în timpul bombardamentelor.

## Distincții și premii
- Premiul Național pentru Literatură pentru romanul “Purgatoriul” (1923).
- Ordinul Național al Legiunii de onoare a Franței (1927).
- Premiul Național de poezie (1933).